# Xylophorus ceylonicus
Xylophorus ceylonicus är en skalbaggsart som beskrevs av Pierre Lesne 1941. Xylophorus ceylonicus ingår i släktet Xylophorus och familjen kapuschongbaggar. Inga underarter finns listade i Catalogue of Life.